# Augusto Mastrantoni
Augusto Mastrantoni (Roma, 10 agosto 1894 – Roma, 25 settembre 1975) è stato un attore italiano, attivo prevalentemente negli anni cinquanta e sessanta in teatro, cinema, radio e televisione.

## Biografia
Debuttò nel 1948 nel film Cuore, ispirato al romanzo omonimo di Edmondo De Amicis, con Vittorio De Sica.
La sua ultima interpretazione è stata, nel 1972, in Senza famiglia, nullatenenti cercano affetto, dove è stato diretto da Vittorio Gassman, con cui aveva girato due anni prima Brancaleone alle crociate.
In televisione ha impersonato, tra le altre, la figura del colonnello Tagliaferri nella miniserie televisiva Il segno del comando e una piccola, ma significativa parte nell'episodio Non si uccidono i poveri diavoli, della serie televisiva Le inchieste del commissario Maigret.

## Filmografia

Augusto Mastrantoni con Luisa Rivelli ne Il gran maestro di Santiago

### Cinema
- L'altra, regia di Carlo Ludovico Bragaglia (1947)
- Cuore, regia di Duilio Coletti (1948)
- Romanzo d'amore, regia di Duilio Coletti (1950)
- Art. 519 codice penale, regia di Leonardo Cortese (1952)
- Processo contro ignoti, regia di Guido Brignone (1952)
- Una donna libera, regia di Vittorio Cottafavi (1954)
- Noi siamo le colonne, regia di Luigi Filippo D'Amico (1956)
- Malafemmena, regia di Armando Fizzarotti (1957)
- Brancaleone alle crociate, regia di Mario Monicelli (1970)
- La moglie del prete, regia di Dino Risi (1971)
- Senza famiglia, nullatenenti cercano affetto, regia di Vittorio Gassman (1972)

### Televisione
- L'idiota, regia di Giacomo Vaccari – miniserie TV (1959)
- Il più forte – prosa TV (1961)
- Le notti bianche – miniserie TV (1962)
- Processo a Gesù – miniserie TV (1963)
- La cittadella, regia di Anton Giulio Majano – miniserie TV (1964)
- La strada più lunga, regia di Nelo Risi – film TV (1965)
- Scaramouche, regia di Daniele D'Anza – miniserie TV (1965)
- Il favoloso '18 – miniserie TV (1965)
- Le inchieste del commissario Maigret – serie TV, episodio Non si uccidono i poveri diavoli (1966)
- I promessi sposi – serie TV (1967)
- Sheridan, squadra omicidi – serie TV, episodio Paso doble (1967)
- L'affare Dreyfus, regia di Leandro Castellani – miniserie TV (1968)
- Dal tuo al mio – prosa TV (1969)
- Nero Wolfe, episodio Il patto dei sei (1969)
- Il triangolo rosso – serie TV, episodio L'orologio si è fermato (1969)
- I fratelli Karamazov, regia di Sandro Bolchi – miniserie TV (1969)
- Il muro – prosa TV (1970)
- Il segno del comando, regia di Daniele D'Anza – miniserie TV (1971)

## Prosa radiofonica

### Eiar
- L'uomo che corse dietro ai suoi calzoni di Cosimo Giorgieri Conti, trasmessa il 18 agosto 1935.

### Rai
- Displaced persons di Vito Blasi, regia di Franco Rossi (1951)
- Il sole non si ferma di Giuseppe Bevilacqua, regia di Anton Giulio Majano, trasmessa il 6 dicembre 1951.
- Chopin di Alberto Casella, regia di Alberto Casella, trasmessa il 28 dicembre 1951.
- Il sole non si ferma di Giuseppe Bevilacqua, regia di Anton Giulio Majano, trasmessa il 5 maggio 1952.
- Anfitrione 38, commedia di Jean Giraudoux, regia di Corrado Pavolini, trasmessa il 28 agosto 1953.
- Capitano dopo Dio, dramma di Jan De Hartog, regia di Pietro Masserano Taricco, trasmessa il 16 ottobre 1956.
- I capricci di Marianna, commedia di Alfred de Musset, regia di Guglielmo Morandi, trasmessa il 2 luglio 1957.

## Prosa televisiva RAI
- La scuola delle mogli di Molière, regia di Corrado Pavolini, trasmessa il 7 ottobre 1955.
- Il gran maestro di Santiago di Henry de Montherlant, regia di Enzo Ferrieri e Lydia C. Ripandelli, trasmessa il 21 gennaio 1959.
- Giosafatte Tallarico di Ghigo De Chiara, regia di Gilberto Tofano, trasmessa il 28 maggio 1961.
- Più rosa che giallo, regia di Alberto Bonucci, trasmessa dal 12 giugno al 24 luglio 1962.
- Svegliati e canta (1968)

## Teatro
- La buona moglie di Carlo Goldoni, regia di Luca Ronconi, Teatro Verdi, Pisa, 7 dicembre 1963[1]